# Zhemgang (Distrikt)
Zhemgang (གཞལམ་སྒང་རྫོང་ཁག་; früher: Shemgang) ist einer der 20 Distrikte (dzongkhag) von Bhutan. In diesem Distrikt leben 17.763 Menschen (Stand: 2017). Das Gebiet Zhemgang umfasst 2421,7 km². 
Die Hauptstadt des Distrikts ist das gleichnamige Zhemgang.
Der Distrikt Zhemgang ist wiederum eingeteilt in 8 Gewogs:
- Bardho Gewog
- Bjoka Gewog
- Goshing Gewog
- Nangkor Gewog
- Ngangla Gewog
- Pangkhar Gewog
- Shingkhar Gewog
- Trong Gewog